# 1985 في اليابان
فيما يلي قوائم الأحداث التي وقعت خلال عام 1985 في اليابان.

## سياسة

### تعيين في المنصب
- 28 ديسمبر – تسوتومو هاتا وزير الزراعة والغابات والمسامك [الإنجليزية]‏.

## أفلام
من الأفلام التي صدرت هذه السنة في اليابان:
- 1 يناير – بولغاساري من إخراج شين سانغ أوك.
- 1 يناير – بيضة الملاك من إخراج مامورو أوشي.
- 1 يناير – تامبوبو من إخراج جوزو إيتامي.
- 1 يونيو – ران من إخراج أكيرا كوروساوا.

## برامج ومسلسلات وأنمي
- المحقق غادجيت

## مواليد

### يناير
- 1 يناير – كينجي تاكاهاشي لاعب كرة قدم ياباني.
- 4 يناير – دإي أوكادا لاعب كرة قدم ياباني.
- 5 يناير – كازوكي هارا لاعب كرة قدم ياباني.
- 11 يناير – تومونوبو هيروا لاعب كرة قدم ياباني.
- 11 يناير – كازوكي ناكاجيما سائق سيارة سباق ياباني.
- 13 يناير – ريوسوكي ساساغاكي لاعب كرة قدم ياباني.
- 19 يناير – يوجي فونياما لاعب كرة قدم ياباني.
- 20 يناير – مارينا إينوي
- 21 يناير – يومي هارا
- 24 يناير – كوتا سوجياما لاعب كرة قدم ياباني.
- 28 يناير – أيا مياما لاعبة كرة قدم يابانية.
- 28 يناير – كيجي واتانابي لاعب كرة قدم ياباني.
- 29 يناير – جوجي تاكوشي لاعب كرة سلة ياباني.
- 29 يناير – كوسوكي تاكوشي لاعب كرة سلة ياباني.

### فبراير
- 2 فبراير – دايسوكي كانزاكي لاعب كرة قدم ياباني.
- 8 فبراير – رين أوغاوا
- 16 فبراير – يوسوكي نوساكي لاعب كرة قدم ياباني.
- 18 فبراير – كينغو كاوانيشي
- 26 فبراير – ميكي فوجيموتو مغنية يابانية.

### مارس
- 2 مارس – تومويوكي هيجوتشي لاعب كرة قدم ياباني.
- 2 مارس – ناويا إشيغامي لاعب كرة قدم ياباني.
- 5 مارس – كينيتشي ماتسوياما ممثل ياباني.
- 12 مارس – ماساأكي نيشيموري لاعب كرة قدم ياباني.
- 18 مارس – تومونوبو يوكوياما لاعب كرة قدم ياباني.
- 22 مارس – ماسارو ماتسوهاشي لاعب كرة قدم ياباني.
- 24 مارس – هاروكا أياسي
- 25 مارس – يوسكي كوباياشي ممثل ياباني.
- 27 مارس – توموكي أكيموتو لاعب كرة قدم ياباني.
- 27 مارس – شيو فوجي لاعبة كرة يد يابانية.
- 27 مارس – يوتارو ماسودا لاعب كرة قدم ياباني.
- 29 مارس – ريويتشي كيجيما مؤدّي صوت ياباني.

### أبريل
- 1 أبريل – كونيهيرو شيباساكي لاعب كرة قدم ياباني.
- 2 أبريل – بونإيتشيرو آبي لاعب كرة قدم ياباني.
- 2 أبريل – هيرويوكي هيساتاكا ملاكم ياباني.
- 2 أبريل – يوغو ايشيياناغي لاعب كرة قدم ياباني.
- 3 أبريل – كوهي تاكانو لاعب كرة قدم ياباني.
- 7 أبريل – شوتا أراي لاعب كرة قدم ياباني.
- 8 أبريل – يويا أونوأإيه لاعب كرة قدم ياباني.
- 9 أبريل – يامشيتا توموهيسا
- 10 أبريل – نوبوهيدي أكيبا لاعب كرة قدم ياباني.
- 11 أبريل – يوهي تويودا لاعب كرة قدم ياباني.
- 12 أبريل – ريوتا ميكي لاعب كرة قدم ياباني.
- 17 أبريل – تاكويا هوندا لاعب كرة قدم ياباني.
- 18 أبريل – يو شيمامورا
- 20 أبريل – تسويوشي هاكاكو لاعب كرة قدم ياباني.
- 21 أبريل – دايسوكي هوريوتشي لاعب كرة قدم ياباني.
- 22 أبريل – تاتسويا ماتسوشيما لاعب كرة قدم ياباني.
- 22 أبريل – كوهي يوشيأوكا لاعب كرة قدم ياباني.
- 23 أبريل – شون أسو لاعب كرة قدم ياباني.
- 24 أبريل – كاوري نازوكا
- 26 أبريل – كازويا إواكورا لاعب كرة قدم ياباني.

### مايو
- 2 مايو – أكيهيرو كوريهارا لاعب كرة قدم ياباني.
- 2 مايو – هيديوكي أكاي لاعب كرة قدم ياباني.
- 4 مايو – ميتسيوكي يوشيهيرو لاعب كرة قدم ياباني.
- 5 مايو – تاتسوكي كوباياشي لاعب كرة قدم ياباني.
- 5 مايو – شوكو ناكاغاوا مغنية يابانية.
- 10 مايو – تاكيشي كوواهارا لاعب كرة قدم ياباني.
- 14 مايو – يوشيكي تاكاهاشي لاعب كرة قدم ياباني.
- 16 مايو – مينورو سوغانوما لاعب كرة قدم ياباني.
- 17 مايو – ريوتا ناجاتا لاعب كرة قدم ياباني.
- 20 مايو – أكيرا إشيغامي لاعب كرة قدم ياباني.
- 21 مايو – جون شيميزو لاعب كرة قدم ياباني.
- 21 مايو – جونيتشي ميساوا لاعب كرة قدم ياباني.
- 22 مايو – تاو أوكاموتو ممثلة يابانية.
- 22 مايو – شوما ميزوناغا لاعب كرة قدم ياباني.
- 22 مايو – كوتا سوغاوارا لاعب كرة قدم ياباني.
- 22 مايو – هيدياكي تاكيدا لاعب كرة قدم ياباني.
- 25 مايو – نورياكي إيشيأزاوا لاعب كرة قدم ياباني.
- 25 مايو – يويا إيواداتا لاعب كرة قدم ياباني.
- 26 مايو – هيساهيتو إينابا لاعب كرة قدم ياباني.
- 27 مايو – كينتا مورو لاعب كرة قدم ياباني.
- 31 مايو – ماساهيرو تاكاهاشي لاعب كرة قدم ياباني.

### يونيو
- 1 يونيو – شوتو ياماموتو لاعب كرة قدم ياباني.
- 2 يونيو – ميوكي ساواشيرو
- 6 يونيو – سوتا هيراياما لاعب كرة قدم ياباني.
- 7 يونيو – روبرت كولين لاعب كرة قدم ياباني.
- 8 يونيو – توموكي سوزوكي لاعب كرة قدم ياباني.
- 8 يونيو – ماسايا سايتو لاعب كرة قدم ياباني.
- 9 يونيو – ساتوشي كويزومي لاعب كرة قدم ياباني.
- 10 يونيو – شينيتشي تيرادا لاعب كرة قدم ياباني.
- 10 يونيو – يوسوكي سايكاوا لاعب كرة قدم ياباني.
- 15 يونيو – شينيتشي موكاي لاعب كرة قدم ياباني.
- 18 يونيو – تورو إيوازاوا لاعب كرة قدم ياباني.
- 19 يونيو – تشيكاشي ماسودا لاعب كرة قدم ياباني.
- 19 يونيو – جونيا ياماشيرو لاعب كرة قدم ياباني.
- 19 يونيو – كوجي إينادا لاعب كرة قدم ياباني.
- 21 يونيو – كازوهيكو شيبا لاعب كرة قدم ياباني.
- 26 يونيو – تاكيشي هاندا لاعب كرة قدم ياباني.
- 26 يونيو – كينتا هيراإيشي لاعب كرة قدم ياباني.
- 27 يونيو – هيرويوكي تانيجوتشي لاعب كرة قدم ياباني.
- 28 يونيو – يوكي ساكاي لاعب كرة قدم ياباني.
- 29 يونيو – تاكويا يوكوياما لاعب كرة قدم ياباني.
- 30 يونيو – تاكانوري مايدا لاعب كرة قدم ياباني.
- 30 يونيو – تاكورو كيكوأوكا لاعب كرة قدم ياباني.

### يوليو
- 1 يوليو – يوهي أونو لاعب كرة قدم ياباني.
- 3 يوليو – تسونييوكي أويدا لاعب كرة قدم ياباني.
- 4 يوليو – تاإيشي تسوكاموتو لاعب كرة قدم ياباني.
- 5 يوليو – هيكارو هيرونيوا لاعب كرة قدم ياباني.
- 7 يوليو – كينجي بابا لاعب كرة قدم ياباني.
- 8 يوليو – سوسوكه موريتو لاعب كرة قدم ياباني.
- 8 يوليو – شونسوكي أوياما لاعب كرة قدم ياباني.
- 9 يوليو – يوسوكي تزاكا لاعب كرة قدم ياباني.
- 10 يوليو – كايتو ياماموتو لاعب كرة قدم ياباني.
- 10 يوليو – كيوتاكا ميوشي لاعب كرة قدم ياباني.
- 10 يوليو – هوكوتو ناكامورا لاعب كرة قدم ياباني.
- 11 يوليو – تاكاهيسا نيشياما لاعب كرة قدم ياباني.
- 13 يوليو – تاكويا كوكيغوشي لاعب كرة قدم ياباني.
- 13 يوليو – شينغو شيباتا لاعب كرة قدم ياباني.
- 14 يوليو – تيركازو تاناكا لاعب كرة قدم ياباني.
- 16 يوليو – يوكو هيكاسا
- 19 يوليو – توشيكي تشينو لاعب كرة قدم ياباني.
- 19 يوليو – شوهي شيراي لاعب كرة قدم ياباني.
- 22 يوليو – أكيرا توزاوا مصارع محترف ياباني.
- 22 يوليو – تاتسومي إيإيد لاعب كرة قدم ياباني.
- 22 يوليو – ماساهيكو ساويغوشي لاعب كرة قدم ياباني.
- 24 يوليو – أكيرا كاتاياما لاعب كرة قدم ياباني.
- 24 يوليو – ريوجي شيموشي لاعب كرة قدم ياباني.
- 24 يوليو – كوهي ماتسوشيتا لاعب كرة قدم ياباني.
- 25 يوليو – يوسوكي موري لاعب كرة قدم ياباني.
- 28 يوليو – جيرو كاماتا لاعب كرة قدم ياباني.
- 29 يوليو – شوجو إبيساوا لاعب كرة قدم ياباني.
- 29 يوليو – شينغو هودو لاعب كرة قدم ياباني.
- 31 يوليو – ساتوشي تاكيزاوا لاعب كرة قدم ياباني.

### أغسطس
- 2 أغسطس – شو شيموجي لاعب كرة قدم ياباني.
- 5 أغسطس – تاكاشي كامويشيدا لاعب كرة قدم ياباني.
- 9 أغسطس – هيديكي كوتشي لاعب كرة قدم ياباني.
- 10 أغسطس – تسويوشي شيمامورا لاعب كرة قدم ياباني.
- 10 أغسطس – ماساتوشي هيجوتشي لاعب كرة قدم ياباني.
- 19 أغسطس – أسامي سوغيورا
- 20 أغسطس – يوجي غوتو لاعب كرة قدم ياباني.
- 21 أغسطس – كيسوكي هوشينو لاعب كرة قدم ياباني.
- 24 أغسطس – اكاري هوشينو
- 24 أغسطس – كوداي ساتو لاعب كرة قدم ياباني.
- 28 أغسطس – كينغو أكاي لاعب كرة قدم ياباني.
- 28 أغسطس – ماساهيكو إينوها لاعب كرة قدم ياباني.
- 31 أغسطس – شوتو سوزوكي لاعب كرة قدم ياباني.

### سبتمبر
- 1 سبتمبر – كوسوكي ناكاماتشي لاعب كرة قدم ياباني.
- 1 سبتمبر – ماسانوبو أوياجي لاعب كرة قدم ياباني.
- 3 سبتمبر – يوكي كاجي
- 4 سبتمبر – هيرويوكي كوماتو لاعب كرة قدم ياباني.
- 4 سبتمبر – يوكي هاماموتو متسابق دراجات نارية ياباني.
- 6 سبتمبر – كوكي ميزونو لاعب كرة قدم ياباني.
- 6 سبتمبر – ماسافومي يوشيدا لاعب كرة قدم ياباني.
- 8 سبتمبر – شوهي أوغورا لاعب كرة قدم ياباني.
- 9 سبتمبر – ناوتو كونو لاعب كرة قدم ياباني.
- 10 سبتمبر – كينيا ماتسوي لاعب كرة قدم ياباني.
- 11 سبتمبر – كازتاكا موراسي لاعب كرة قدم ياباني.
- 12 سبتمبر – هيروكي ميزوموتو لاعب كرة قدم ياباني.
- 13 سبتمبر – ناوكي إيشيكاوا لاعب كرة قدم ياباني.
- 14 سبتمبر – أويتو أيا
- 14 سبتمبر – تومويا هيراياما لاعب كرة قدم ياباني.
- 15 سبتمبر – ماساكي إييدا لاعب كرة قدم ياباني.
- 16 سبتمبر – كينتا سوزوكي لاعب كرة قدم ياباني.
- 17 سبتمبر – ماساهيكو إيتشيكاوا لاعب كرة قدم ياباني.
- 19 سبتمبر – ريوتا هاياساكا لاعب كرة قدم ياباني.
- 21 سبتمبر – دايسوكي ناكامورا
- 23 سبتمبر – ناهومي كاواسومي لاعبة كرة قدم يابانية.
- 23 سبتمبر – هيدينوري إيشي لاعب كرة قدم ياباني.
- 24 سبتمبر – يوهي كاجياما لاعب كرة قدم ياباني.
- 26 سبتمبر – يو شيمازاكي لاعب كرة قدم ياباني.
- 29 سبتمبر – يوجي أوزاكي لاعب كرة قدم ياباني.
- 30 سبتمبر – آكيو فكامي لاعب كرة قدم ياباني.

### أكتوبر
- 1 أكتوبر – دايكي إيواتا لاعب كرة قدم ياباني.
- 3 أكتوبر – تومويوكي أراتا لاعب كرة قدم ياباني.
- 17 أكتوبر – توموكازو ناغيرا لاعب كرة قدم ياباني.
- 17 أكتوبر – ماي هيرانو مؤدّية صوت يابانية.
- 18 أكتوبر – إيوري نوميزو
- 25 أكتوبر – أياهي تاكاغاكي
- 28 أكتوبر – شو أسوكا لاعب كرة قدم ياباني.
- 31 أكتوبر – يوشي أكيبا لاعب كرة قدم ياباني.

### نوفمبر
- 4 نوفمبر – ميكي ميامرا لاعبة كرة مضرب يابانية.
- 5 نوفمبر – تاناكا كوكي مغني ياباني.
- 8 نوفمبر – شوتو تاناكا لاعب كرة قدم ياباني.
- 8 نوفمبر – يوتا كاواتشي لاعب كرة قدم ياباني.
- 11 نوفمبر – تيبي أوئيسوغي لاعب كرة قدم ياباني.
- 11 نوفمبر – كازنوري كان لاعب كرة قدم ياباني.
- 15 نوفمبر – يوزو كوباياشي لاعب كرة قدم ياباني.
- 21 نوفمبر – ياسوهيرو أوكوياما لاعب كرة قدم ياباني.
- 22 نوفمبر – ريكي كيتاواكي لاعب كرة قدم ياباني.
- 29 نوفمبر – تاغوتشي جونوسكي مغني ياباني.
- 30 نوفمبر – أوي ميازاكي ممثلة يابانية.
- 30 نوفمبر – كينتا فوروب لاعب كرة قدم ياباني.
- 30 نوفمبر – هيكاري ميتسوشيما ممثلة يابانية.

### ديسمبر
- 4 ديسمبر – شينغو أريزونو لاعب كرة قدم ياباني.
- 4 ديسمبر – هيروفومي موكاي ملاكم ياباني.
- 7 ديسمبر – يوشينوري كاتسوماسا لاعب كرة قدم ياباني.
- 10 ديسمبر – كيك شيميزو لاعب كرة قدم ياباني.
- 11 ديسمبر – كوهيه تاناكا لاعب كرة قدم ياباني.
- 13 ديسمبر – هيروكي ناكاياما لاعب كرة قدم ياباني.
- 14 ديسمبر – يوسوكي كاواماتا لاعب كرة قدم ياباني.
- 16 ديسمبر – تاتسويا كاواهارا لاعب كرة قدم ياباني.
- 16 ديسمبر – غينكي ناغاساتو لاعب كرة قدم ياباني.
- 16 ديسمبر – كوسوكي كيكوتشي لاعب كرة قدم ياباني.
- 19 ديسمبر – تاداناري لي لاعب كرة قدم ياباني.
- 20 ديسمبر – تومويوكي سوزوكي لاعب كرة قدم ياباني.
- 23 ديسمبر – شينجي تسوجي لاعب كرة قدم ياباني.
- 25 ديسمبر – كينتا كاساي لاعب كرة قدم ياباني.
- 25 ديسمبر – يوتا كاسويا
- 26 ديسمبر – كونيميتسو سيكيجوتشي لاعب كرة قدم ياباني.
- 31 ديسمبر – يوكي تامورا لاعب كرة قدم ياباني.

## وفيات

### مارس
- 30 مارس – يايكو نوغامي (مواليد 1885) كاتبة يابانية.

### أغسطس
- 12 أغسطس – ساكاموتو كيو (مواليد 1941) مغني ياباني.

### سبتمبر
- 20 سبتمبر – تايزو كاواموتو (مواليد 1914) لاعبو كرة قدم يابانيون.